# Likviditetsgarant
En likviditetsgarant (Engelska: market maker) eller marknadsgarant är en finansiell handlare som åtagit sig att ställa ut en köp- och ofta även en säljkurs för en finansiell tillgång eller en råvara. Likviditetsgaranten gör vinst på skillnaden mellan köp- och säljkurs samtidigt som likviditetsgaranten garanterar ständig likviditet i tillgången. En likviditetsgaranti skapar förutsättningar för ökad handel i en finansiell tillgång vilket bidrar till en förbättrad prisbildning och värdering av den finansiella tillgången.
Riksbanken använder på sin hemsida ordet marknadsgarant men hänvisar till market maker.